# Ersatzkasse

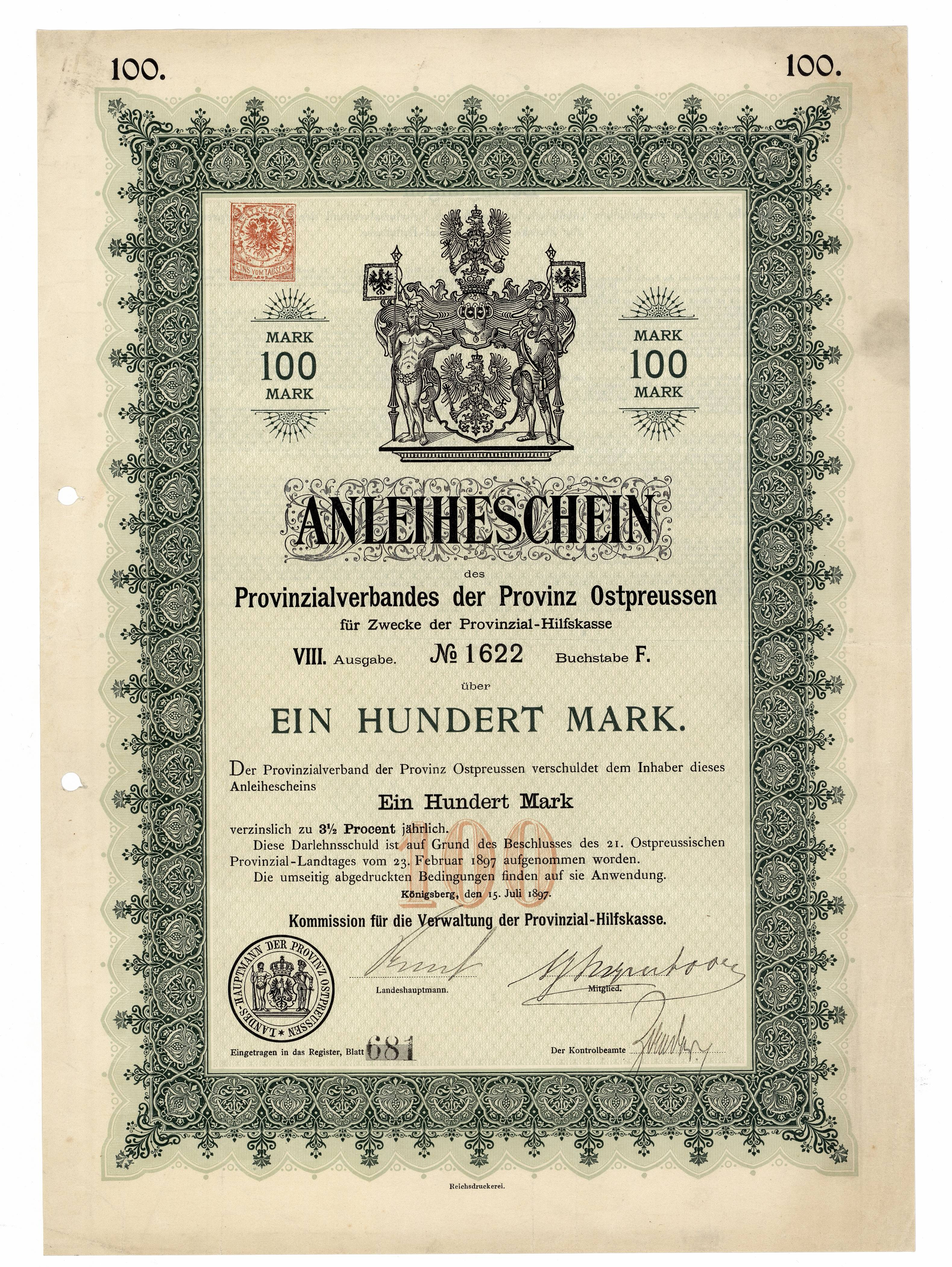
Anleiheschein des Provinzialverbandes der Provinz Ostpreussen für Zwecke der Provinzial-Hilfskasse von 1897

Ersatzkassen gehören als Krankenkassen zur gesetzlichen Krankenversicherung in Deutschland. Sie sind nach § 148 Satz 1 SGB V definiert als „am 31. Dezember 1992 bestehende Krankenkassen, bei denen Versicherte die Mitgliedschaft bis zum 31. Dezember 1995 durch Ausübung des Wahlrechts erlangen können.“

## Geschichte
Der Begriff „Ersatzkasse“ ist historisch aus der Situation entstanden, dass zunächst nach Gründung der Sozialversicherung durch Otto von Bismarck jeder versicherungspflichtige Bürger einer berufsständischen Pflichtversicherung (einer Primärkasse) zugeordnet wurde (beispielsweise Handwerker den Innungskrankenkassen), er aber als Ersatz für die Pflichtzuweisung eine der bisher schon freiwillig organisierten eingeschriebenen Hilfskassen wählen konnte, sofern eine solche Kasse für ihn berufsständisch zuständig war. Um 1900 gab es rund 1500 Hilfskassen in Deutschland. Mit der Reichsversicherungsordnung (RVO) mussten bis 1914 die Hilfskassen eine Zulassung als Ersatzkasse beantragen und mindestens 1000 Mitglieder haben. 1936 musste eine Ersatzkasse sich entweder auf Angestellte oder auf Arbeiter beschränken und durfte keine neuen nicht versicherungspflichtigen Mitglieder mehr aufnehmen. In der Folge nahmen ausgegründete private Krankenversicherungsvereine diese versicherungsberechtigten Mitglieder auf. Seit der Wiederzulassung der Ersatzkassen nach dem Ende des Zweiten Weltkriegs haben sich die Versicherungsbedingungen vielfältig weiterentwickelt. Die Selbstverwaltung der Ersatzkassen wird seit 1953 allein von ihren Mitgliedern in den Sozialwahlen gewählt. Seit 2009 wird nach einer Fusion mit einer Krankenkasse einer anderen Kassenart die Vertreterversammlung der neuen Kasse, auch wenn sie Ersatzkasse bleibt, paritätisch aus Arbeitgeber- und Mitgliedervertretern besetzt. Der Verband der Ersatzkassen (vdek) ist der Interessenverband für die noch bestehenden Ersatzkassen, Barmer Ersatzkasse, DAK-Gesundheit, Handels-, Hanseatische, Kaufmännische und Techniker Krankenkasse auf Bundes- und Landesebene.